# Orgilus lunaris
Orgilus lunaris är en stekelart som beskrevs av Muesebeck 1970. Orgilus lunaris ingår i släktet Orgilus och familjen bracksteklar. Inga underarter finns listade i Catalogue of Life.